# CFF Clujana Futsal
CFF Clujana este o echipă de futsal, din Cluj care evoluează în liga a 2-a a campionatului României. În ultimul sezon în prima ligă, 2022-2023, echipa s-a clasat pe locul 7 al Ligii Naționale și a retrogradat in liga secundară. 
CFF Clujana își joacă meciurile de acasă în Sala Sporturilor Horia Demian. Clubul a fost fondat în anul 2003.

## Lotul actual
| Nr. |         | Poziție | Jucător              |
| --- | ------- | ------- | -------------------- |
| 1   | România |         | Mihai Tătar          |
| 4   | România |         | Tamas Miklos         |
| 7   | România |         | Mihai Nicoară        |
| 10  | România |         | Alin Șuteu (captain) |
| 13  | România |         | Darius Ținteșan      |
| 8   | România |         | Paul Cîmpian         |
| 11  | România |         | Incze Ianos          |
| 2   | România |         | Raul Andrei Tămășan  |
| 16  | România |         | Alexandru Marica     |
| 17  | România |         | Cristian Loghin      |
| 15  | România |         | Lucian Olar          |

### Staff Tehnic
- Antrenor:  Tamas Miklos
- Secund :  Mihai Nicoară
- Maseur:  Lucian Florea